# Gigalimosina flaviceps
Gigalimosina flaviceps är en tvåvingeart som först beskrevs av Zetterstedt 1847.  Gigalimosina flaviceps ingår i släktet Gigalimosina, och familjen hoppflugor. Arten är reproducerande i Sverige.